# Estadio Chahid Hamlaoui
El Estadio Chahid Hamlaoui (en árabe: ملعب الشهيد حملاوي‎), es un estadio multiusos ubicado en la ciudad de Constantina en Argelia, se usa principalmente para la práctica del fútbol y de atletismo y posee una capacidad para 40 000 espectadores. Es el estadio de los dos principales clubes de la ciudad, el MO Constantine y el CS Constantine que disputan el Championnat National de Première Division.
La construcción del recinto comenzó en 1971 y su inauguración fue el día 5 de julio de 1973 para la celebración de un nuevo aniversario de la Independencia de Argelia. Fue sometido a una completa renovación en el año 2007 para albergar partidos de la Selección de fútbol de Argelia.